# Aurimas Lankas
Aurimas Lankas (7 de setembro de 1985) é um canoísta de velocidade lituano, medalhista olímpico.

## Carreira
Aurimas Lankas representou seu país na Rio 2016 ganhou a medalha de bronze no prova do K2-200m ao lado de Edvinas Ramanauskas.